# Chociwel
Chociwel (deutsch Freienwalde in Pommern) ist eine Kleinstadt und Sitz einer Stadt- und Landgemeinde im Powiat Stargardzki (Kreis Stargard in Pommern) in der polnischen Woiwodschaft Westpommern.

## Geographische Lage

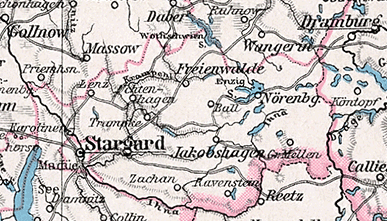
Freienwalde nordöstlich von Stargard in Pommern auf einer Landkarte von 1905

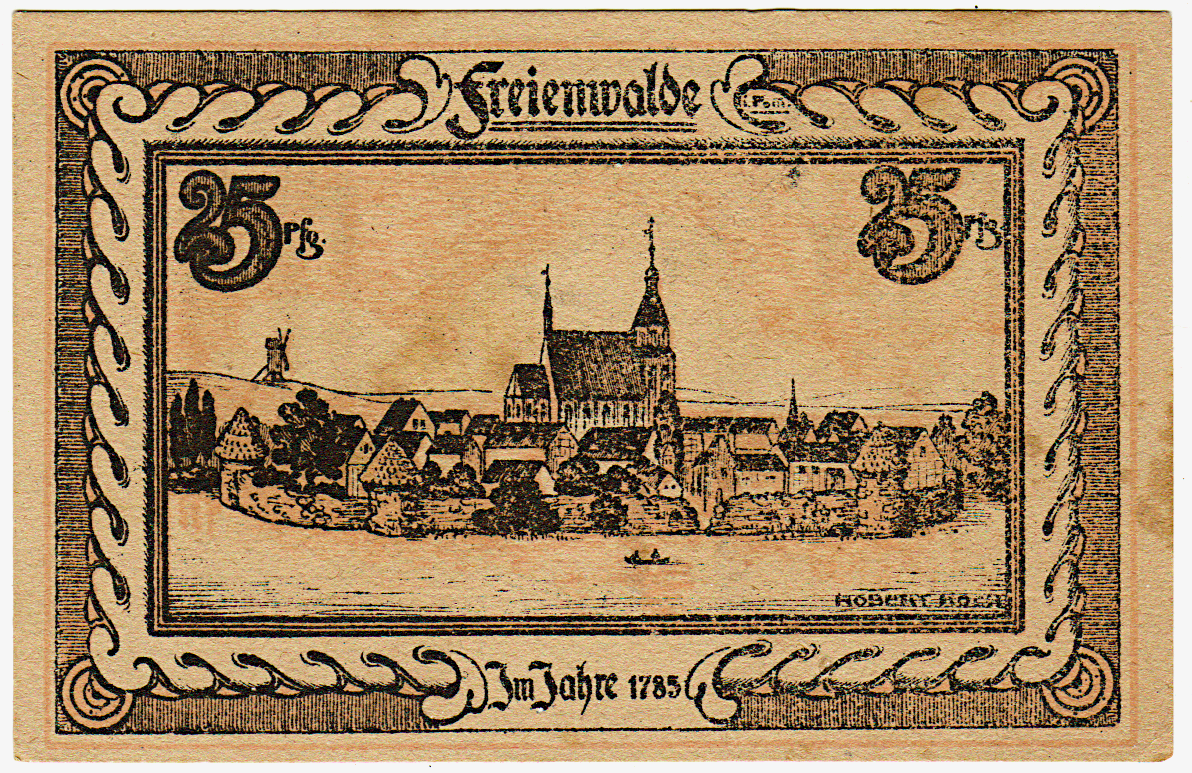
Freienwalde i. Pom. im Jahr 1785 auf einem Notgeldschein von 1921.

Die Stadt liegt in Hinterpommern direkt am Jezioro Starzyca (Großer Staritzsee) und nahe dem Steinhöfeler See (Jezioro Kamienny Most) sowie dem Karkower See (Jezioro Karkowko). Westlich des Ortes verläuft der Fluss Krampehl (Krąpiel). Als nächste größere Stadt ist Stargard (Stargard in Pommern) über die Fernstraße 20 (ehemalige deutsche Reichsstraße 158) in 24 Kilometern Entfernung zu erreichen. Die Stadt liegt an der Bahnstrecke Stargard Szczeciński–Gdańsk.

## Geschichte

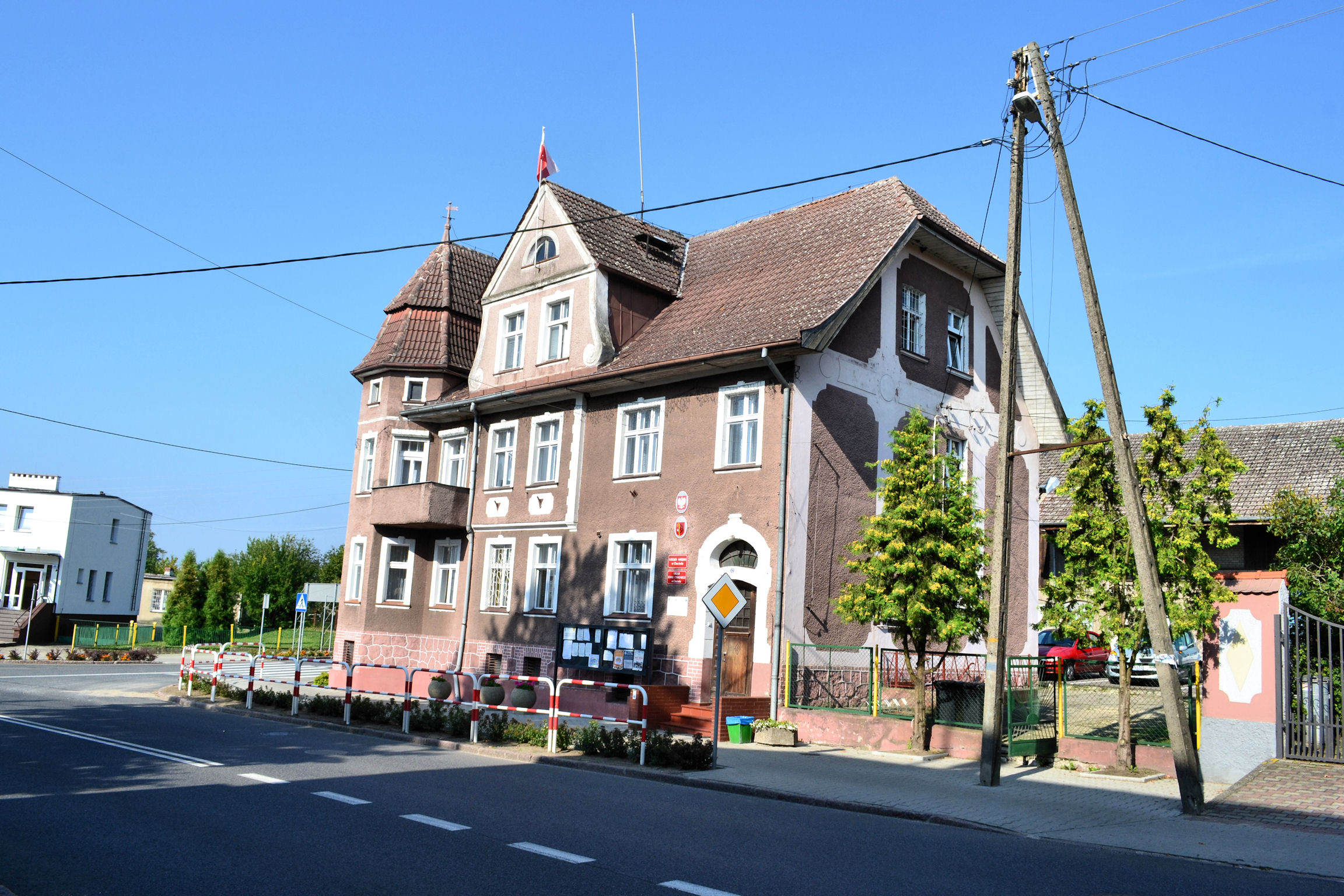
Stadt-/Gemeindeverwaltung

In der Nähe der Stadt wurden Reste eines slawischen Burgwalls gefunden, jedoch ist nachgewiesen, dass bis zur Mitte des 13. Jahrhunderts das Gebiet wüst lag. Um 1250 entstand eine neue Siedlung mit Einwanderern aus dem Westen. Unter dem Namen Freienwalde verliehen die Brüder Wedego und Henning von Wedell dem Ort 1338 das Magdeburger Stadtrecht.
Zu Beginn des 15. Jahrhunderts waren die Eigentumsrechte an Freienwalde geteilt, der Bischof von Cammin und der Markgraf von Brandenburg waren je zur Hälfte die Stadtherren. 1603 wurde Freienwalde pommersches Lehen, fiel aber nach dem Aussterben des pommerschen Herrscherhauses wieder an Brandenburg zurück. Im Dreißigjährigen Krieg fielen 95 Prozent der ehemals 760 Einwohner der Pest zum Opfer. Die Überlebenden zogen sich bis nach Polen zurück, kehrten aber nach dem Krieg in ihre Stadt zurück.
1756 Ist Freienwalde in Hinterpommern im Besitz der Herren von Wedel verzeichnet.
Um 1780 hatte Freienwalde zwei Stadttore und 180 Häuser, von denen zwei vor den Stadttoren lagen. 1816 wurde Freienwalde mit der preußischen Verwaltungsreform in den Kreis Saatzig eingegliedert. Der Lebensunterhalt wurde hauptsächlich durch die Landwirtschaft bestritten. Erst mit dem Bau der Chaussee nach Stargard 1843 und der Errichtung der Bahnlinie Stettin–Danzig 1859 stellte sich ein wirtschaftlicher Aufschwung ein, durch den sich Freienwalde zu einem regionalen Handwerks- und Handelszentrum entwickelte. 1941 erreichte die von Berlin nach Königsberg geplante Autobahn die Stadt, vor ihren Toren wurde der Bau eingestellt.
Während der Einnahme Freienwaldes gegen Ende des Zweiten Weltkriegs durch sowjetische Truppen Anfang 1945 wurde die Altstadt mit Ausnahme der Marienkirche zerstört. Wie ganz Hinterpommern wurde die Stadt im Sommer 1945 von der sowjetischen Besatzungsmacht gemäß dem Potsdamer Abkommen unter polnische Verwaltung gestellt. Es begann nun die Zuwanderung polnischer und ukrainischer Zivilisten aus Gebieten östlich der Curzon-Linie. Für Freienwalde wurde die polnische Ortsbezeichnung Chociwel eingeführt. Die deutschen Einwohner wurden bis 1947 von der örtlichen polnischen Verwaltungsbehörde vertrieben.

## Demographie

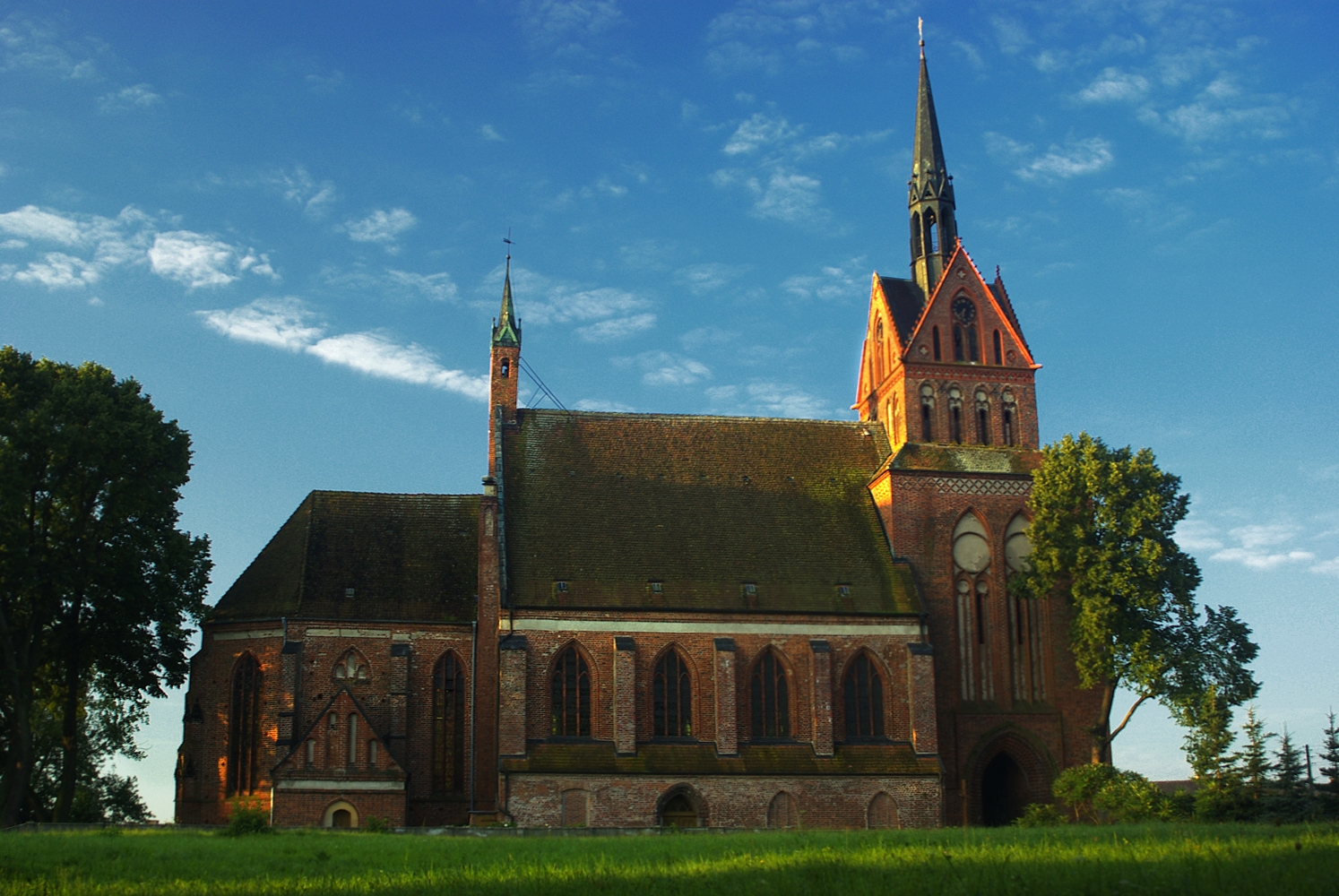
Marienkirche

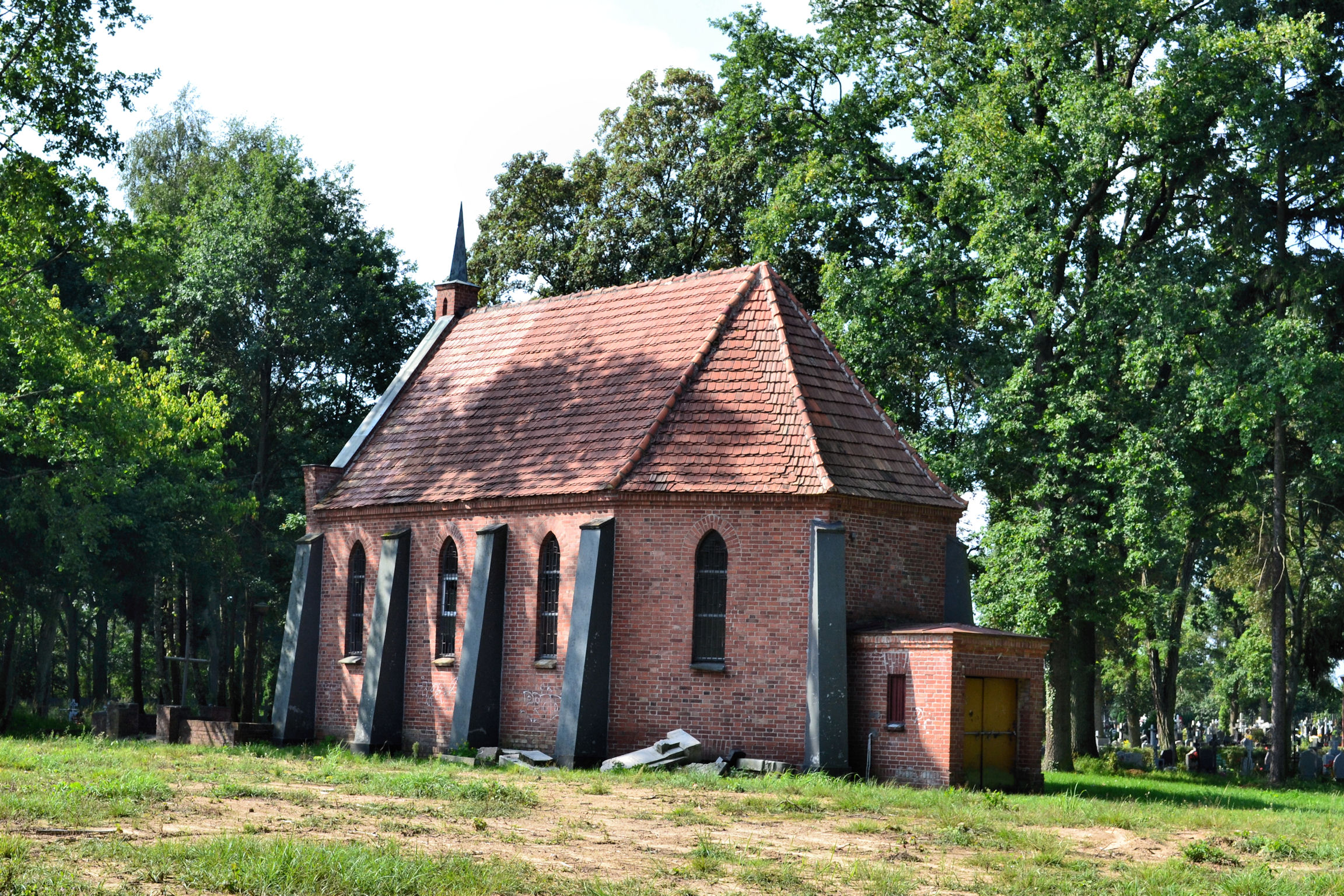
Friedhofskapelle

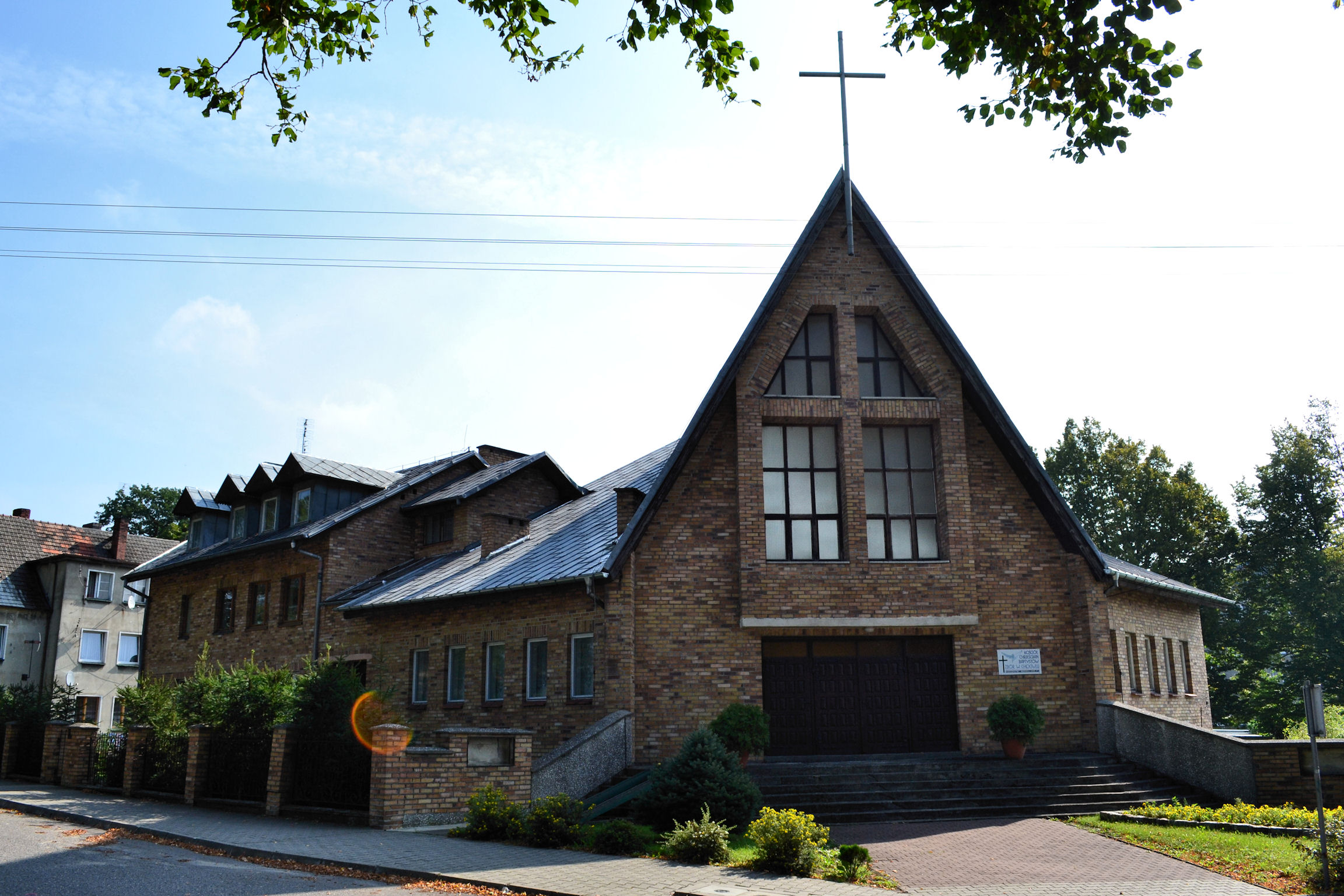
Baptistenkirche Chociwel

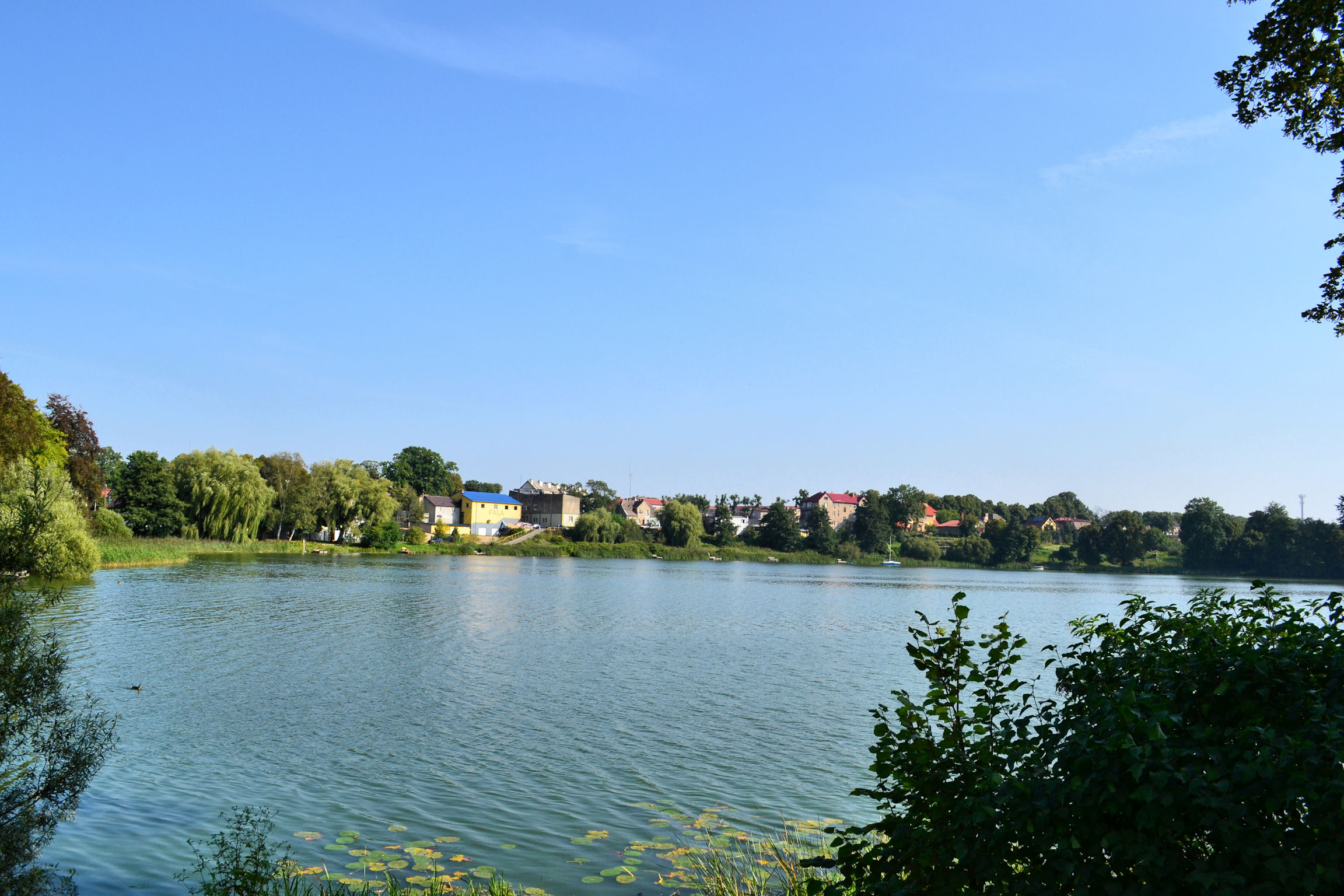
Jezioro Starzyca (Großer Staritzsee) bei Chociwel

| Jahr | Einwohner | Anmerkungen                                                                                            |
| ---- | --------- | --- |
| 1740 | 0850      | [ 3 ]                                                                                                  |
| 1782 | 0872      | darunter 34 Juden                                                                                      |
| 1794 | 0937      | darunter 36 Juden                                                                                      |
| 1812 | 1008      | darunter vier Katholiken und 39 Juden                                                                  |
| 1816 | 1007      | darunter zwei Katholiken und 33 Juden                                                                  |
| 1831 | 1321      | darunter sechs Katholiken und 46 Juden                                                                 |
| 1843 | 1747      | darunter neun Katholiken und 58 Juden                                                                  |
| 1852 | 2019      | darunter vier Katholiken und 58 Juden                                                                  |
| 1861 | 2200      | darunter drei Katholiken und 57 Juden                                                                  |
| 1865 | 2247      | darunter 2166 Evangelische, 14 Katholiken, drei Dissidenten und 64 Juden                               |
| 1867 | 2211      | [ 5 ]                                                                                                  |
| 1871 | 2248      | darunter 2190 Evangelische, vier Katholiken, fünf sonstige Christen und 49 Juden (sechs Nicht-Preußen) |
| 1875 | 2293      | [ 6 ]                                                                                                  |
| 1880 | 2384      | [ 6 ]                                                                                                  |
| 1890 | 2316      | darunter 13 Katholiken und 46 Juden                                                                    |
| 1925 | 2986      | darunter 2846 Evangelische, 47 Katholiken und 42 Juden                                                 |
| 1933 | 3260      | [ 6 ]                                                                                                  |
| 1939 | 3411      | [ 6 ]                                                                                                  |

### Kirche

#### Kirchengemeinde
Bis 1945 waren die Einwohner Freienwaldes überwiegend evangelischer Konfession. Seit 1530 amtierten hier zwei Geistliche, wobei der Inhaber der ersten Pfarrstelle außerdem Superintendent des Kirchenkreises Freienwalde war. Der Kirchenkreis gehörte zum Westsprengel in der Kirchenprovinz Pommern der Kirche der Altpreußischen Union.
Zur Pfarrei Freienwalde gehörten zwei Filialkirchen: Karkow (heute polnisch: Karkowo) und Silbersdorf-Woltersdorf (Starzyce). Das Kirchenpatronat oblag den Gutsbesitzern der Familie von Wedel, deren Besitzungen im Kirchenkreisgebiet lagen. 1940 zählte das Kirchspiel 3820 Gemeindeglieder. Letzte deutsche Geistliche vor 1945 waren Superintendent Hans Faiszt und Pfarrer Friedrich Nagel.
Seit 1945 nun wohnen überwiegend katholische Einwohner in Chociwel. Die Pfarrei gehört jetzt zum Dekanat Ińsko (Nörenberg) im Erzbistum Stettin-Cammin der Katholischen Kirche in Polen. Evangelische Kirchenglieder betreut das Pfarramt Stettin in der Diözese Breslau der Evangelisch-Augsburgischen Kirche in Polen.

#### Stadtkirche
Die Marienkirche aus dem Anfang des 15. Jahrhunderts ist eine mit einem Sterngewölbe überspannte dreischiffige Hallenkirche aus Backstein und hat einen einschiffigen Chor. Der Kirchturm ist mit Blendarkaden verziert und verjüngt sich zum Obergeschoss stark. Er brannte 1875 ab und wurde 1877 ersetzt.
Bis 1945 war die Kirche ein evangelisches Gotteshaus. Sie wurde dann zugunsten der katholischen Kirche enteignet und erneut Maria, der Mutter Gottes der Schmerzen geweiht.
Auf dem Friedhof von Chociwel befindet sich eine neugotische Kapelle.

### Baptisten
Die Baptistengemeinde von Chociwel nutzt einen Neubau in der ul. Kolejowa 1A.

### Persönlichkeiten: Söhne und Töchter des Ortes
- G. Adolf Arndt (1849–1926), deutscher Jurist, Professor in Königsberg
- Albert Wendt (1851–1932), deutscher Oberlehrer und Förderer der Spielzeugherstellung im sächsischen Erzgebirge
- Hugo von Kathen (1855–1932), preußischer General der Infanterie, zuletzt Oberbefehlshaber der 8. Armee
- John Menger (1876–1941), deutscher Verwaltungsjurist, Landrat
- Reinhold Heller (1885–1945), Kriminalbeamter und SS-Obersturmbannführer
- Paul Steinführ (1900–1983), deutscher Gewerkschafter, Zweiter Vorsitzender des Zentralvorstandes der Industriegewerkschaft Leder im FDGB
- Ernst Retzlaff (1902–1934), deutscher Politiker (NSDAP), Bürgermeister der Stadt Neubrandenburg
- Herbert Hoffmann (1919–2010), deutscher Tätowierer und Fotograf
- Siegfried Vergin (1933–2012), deutscher Politiker (SPD), Mitglied des Deutschen Bundestages

## Gmina Chociwel

### Allgemeines
Die Stadt- und Landgemeinde Chociwel umfasst eine Fläche von 160,57 km² und macht damit 10,6 % der Fläche des gesamten Powiat Stargardzki (Kreis Stargard in Pommern) aus. Mit 6060 Einwohnern liegt sie genau im Mittelwert der Gemeinden in der Woiwodschaft Westpommern, bis 1998 noch zur Woiwodschaft Stettin gehörend. In der Gemeinde gilt die einheitliche Postleitzahl 73-120.
Das nordöstliche Gemeindegebiet gehört zum Landschaftsschutzpark Iński Park Krajobrazowy.
Nachbargemeinden sind:
- Dobrzany (Jacobshagen), Ińsko (Nörenberg), Marianowo (Marienfließ) und Stara Dąbrowa (Alt Damerow) im Powiat Stargardzki,
- Maszewo (Massow) im Powiat Goleniowski (Kreis Gollnow),
- Dobra (Daber) und Węgorzyno (Wangerin) im Powiat Łobeski (Kreis Labes).

### Gemeindegliederung
Zur Stadt- und Landgemeinde Chociwel gehören außer der Stadt, die Sitz der Gmina ist, elf Ortsteile bei insgesamt 22 Orten:
| - Bobrowniki (Beweringen) - Bród (Braunsforth) - Długie (Langenhagen) - Kamienny Most (Steinhöfel) - Kania (Kannenberg) - Karkowo (Karkow) | - Lisowo (Voßberg) - Lublino (Nöblin) - Oświno (Marienhagen) - Starzyce (Silbersdorf) - Wieleń Pomorski (Vehlingsdorf) |

Andere Ortschaften:
- Chociwel Wieś, Kamionka (Glashagen), Kania Mała (Vorwerk Kannenberg), Mokrzyca (Albertinenhof), Pieczonka (Krug), Płątkowo, Radomyśl (Albertshof), Sątyrz Pierwszy (Zanthier I), Sątyrz Drugi (Zanthier II), Spławie (Walkmühle) und Zabrodzie (Bertheim).

### Verkehr

#### Straßen
Die Gmina Chociwel liegt an der bedeutenden und verkehrsreichen polnischen Landesstraße (DK) 20, die von Stargard (Stargard in Pommern) über Szczecinek (Neustettin) und Miastko (Rummelsburg) bis nach Gdynia (Gdingen) führt. Sie folgt damit einem langen Abschnitt der ehemaligen deutschen Reichsstraße 158, die in Berlin ihren Anfang nahm und in Lauenburg in Pommern (Lębork) endete.
Von Norden – der früheren Kreisstadt Naugard, dem heutigen Nowogard – stößt die Woiwodschaftsstraße (DW) 144 in das Gemeindegebiet und stellt eine Verknüpfung zur Landesstraße 6 (ehemalige Reichsstraße 2, heute auch Europastraße 28) her.
Noch eine dritte überregionale Straße endet im Gemeindegebiet von Chociwel. Es handelt sich um die Bezirksstraße 142, die im Südwesten der Gemeinde bei Lisowo (Voßberg) endet. Hier trifft sie – von der Autobahn 6 vom östlichen Stadtrand Stettins kommend – auf die DK 20. Die DW 142 ist ein Teilstück der Trasse der geplanten Reichsautobahn Berlin–Königsberg, deren Bau jedoch hier bei Voßberg 1941 gestoppt wurde. Nach 1945 legte man eine Verbindung zur DK 20 an.

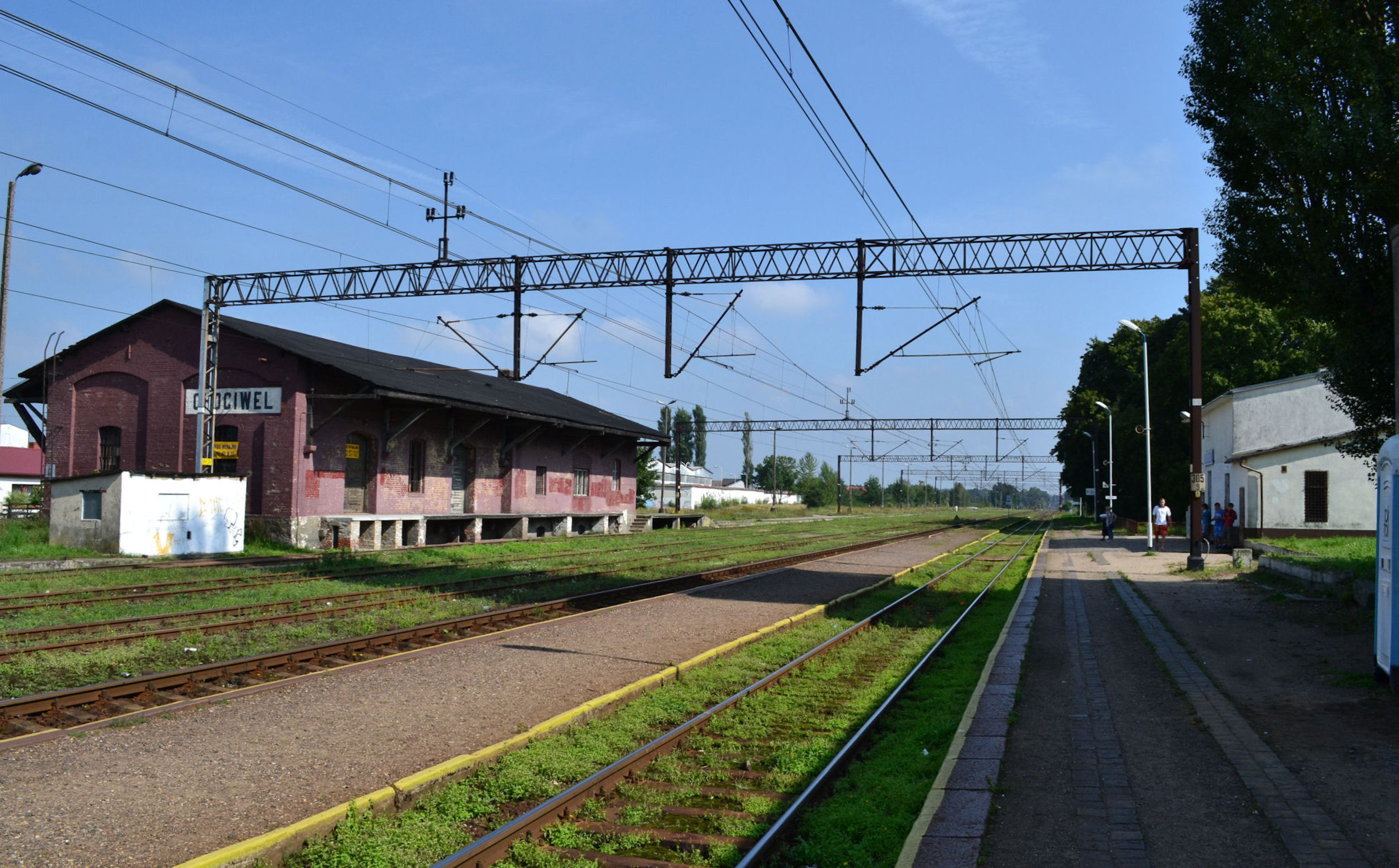
Bahnhof Chociwel

#### Schienen
Seit 1859 besteht in Chociwel Anschluss an die frühere Bahnstrecke von Berlin über Danzig nach Königsberg (Preußen), der heutigen PKP-Linie 202 von Stargard (Stargard in Pommern) nach Danzig. In den 1980er Jahren wurde die Strecke elektrifiziert.
In das heutige Gemeindegebiet reichte auch die 1895 eröffnete Bahnstrecke Stargard in Pommern (Stargard) – Daber (Dobra), früher von den Saatziger Kleinbahnen betrieben, 2001 von der Polnischen Staatsbahn stillgelegt. Sie hatte im Ortsteil Kannenberg (Karnia) der heutigen Gmina eine Bahnstation.